# (22625) Kanipe
(22625) Kanipe (1998 KB36) – planetoida z pasa głównego asteroid okrążająca Słońce w ciągu 3,45 lat w średniej odległości 2,28 j.a. Odkryta 22 maja 1998 roku.